# Абдулло, Гани
Гани́ Абдулло́ (тадж. Ғанӣ Абдулло, 1912—1984) — таджикский, советский драматург и поэт. Заслуженный деятель искусств Таджикской ССР (1965). Лауреат Государственной премии Таджикской ССР им. Рудаки.

## Биография
Родился 27 февраля (28 марта) 1912 года в Самарканде в семье негоцианта Абдуллоджона Абдулхолика — знатока и ценителя таджикской классической литературы. Ещё в детстве Гани писал пьесы для домашнего театра и сам их ставил. В 1932 году окончил литературный факультет Узбекской педагогической академии. Затем переехал в Сталинабад, где работал в народном комиссариате просвещения Таджикской ССР. В 1934 году вступил в Союз писателей Таджикистана, позже стал его ответственным секретарём. Работал заведующим литературной частью Таджикского театра им. Лахути.
В 1937 году был арестован и Постановлением особого совещания при НКВД СССР от 8 мая 1938 г. осуждён на 10 лет лагерей. Освободился в 1947 году, но в столичный Сталинабад смог вернуться  только в 1955, после реабилитации. В 1963 году вступил в КПСС. В 1965 году ему присвоено звание заслуженного деятеля искусств Таджикской ССР. Умер в 1984 году в Душанбе.

## Творчество
Литературную карьеру начал как поэт в начале 1930-х годов. Первые его сборники стихов и поэм — «Строки о стройке» (узб. Сатрҳои сохтмон, 1931) и «Именем Веддинга» (узб. Бо номи Веддинг, 1932) — были написаны на узбекском языке и опубликованы в Ташкенте. Первые сборники на таджикском языке — «Голос» (тадж. Садо) и «Два берега» (тадж. Ду сохил) вышли в 1935 году.
С середины 1930-х стал преимущественно работать в области драматургии. За драмы «Свобода» (тадж. Ҳуррият, 1964) и «Солдаты революции» (тадж. Сарбозони инкилоб, 1970) удостоен в 1972 году Государственной премии Таджикской ССР им. Рудаки.
- «Восе» (тадж. Шӯриши Восеъ, 1936)
- «Честь человека» (тадж. Шарафи инсон, 1956)
- «Ураган» (1957)
- «Пламя свободы» (1964)
- «Мы с Крыши Мира» (тадж. Мо аз Боми Ҷаҳон, 1965)
- «Зов любви» (тадж. Фарьёди ишк, 1975)
- «Рустам и Сухроб»
- «Песня гор»

## Семья
- Отец — Абдуллоджон Абдулхолик (Абдулхоликов) — работал заведующим отдела восточных рукописей госбиблиотеки им. Фирдавси. В 1937 году был арестован и осуждён. Умер в сырдарьинском лагере в 1940 году[4].
- Брат — Рашид Абдулло (1910—1937) — поэт-лирик и драматург, умер в тюремной больнице 10 мая 1937 года[4].
- Сестра — Музаффара Касымова.
- Сын — Рашид Гани Абдулло (род. 1949[5]) — таджикский политолог.

## Память
- В честь Гани Абдулло названы улицы Душанбе (бывшая Пионерская[6]) и Самарканда (бывшая Львовская[7]).
- 8 мая 2012 года в Государственном академическом драматическом театре им. А. Лахути состоялся творческий вечер, посвящённый 100-летию со дня рождения Гани Абдулло[8][9].